# Iris × germanica
Il giaggiolo paonazzo (Iris × germanica L.) è una pianta della famiglia delle Iridaceae.

## Descrizione
La pianta ha un rizoma marrone, le foglie sono lanceolate e verdi, mentre i fiori sono colorati.
La moltiplicazione agamica avviene alla fine dell'estate per divisione dei rizomi.

## Galleria d'immagini

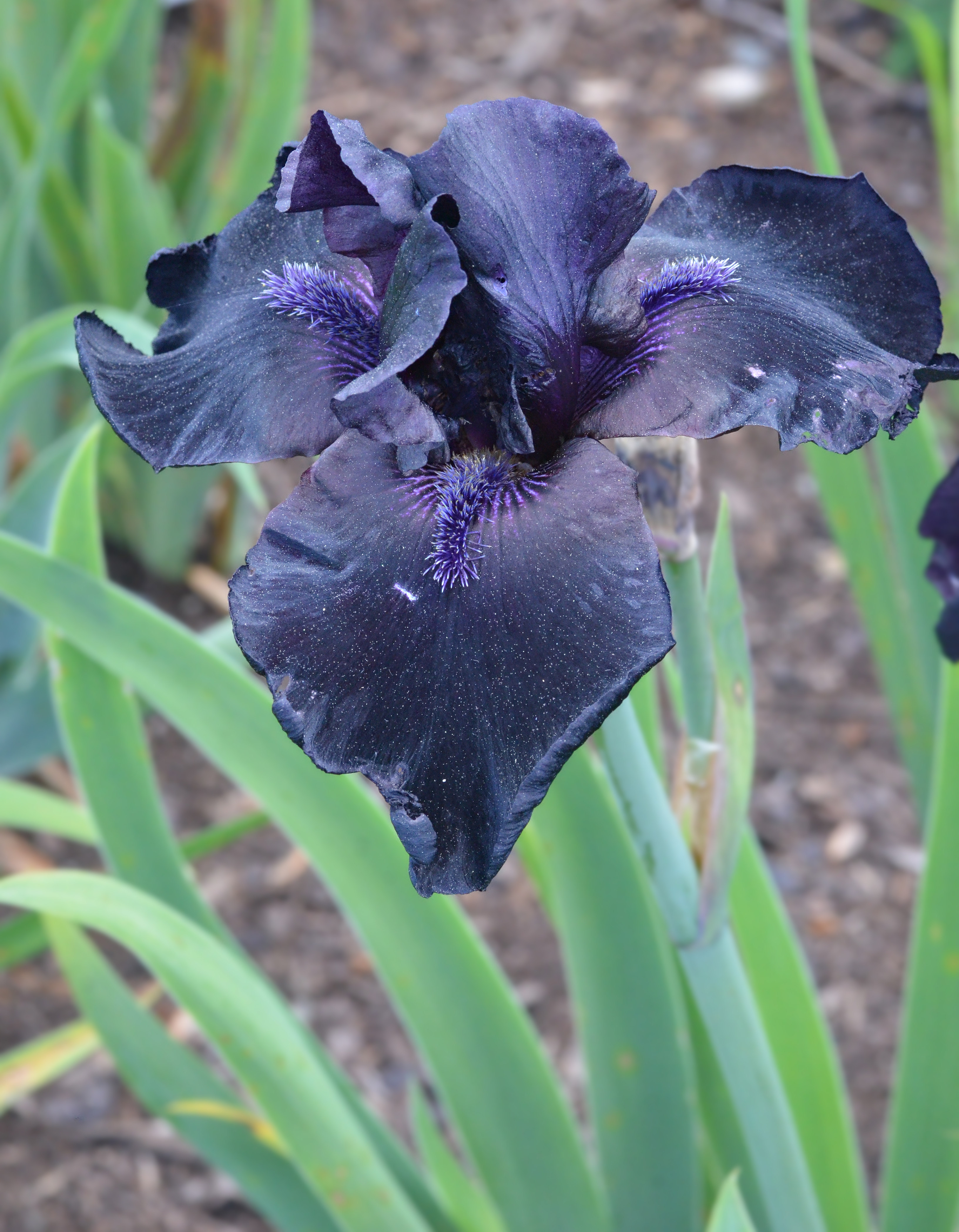
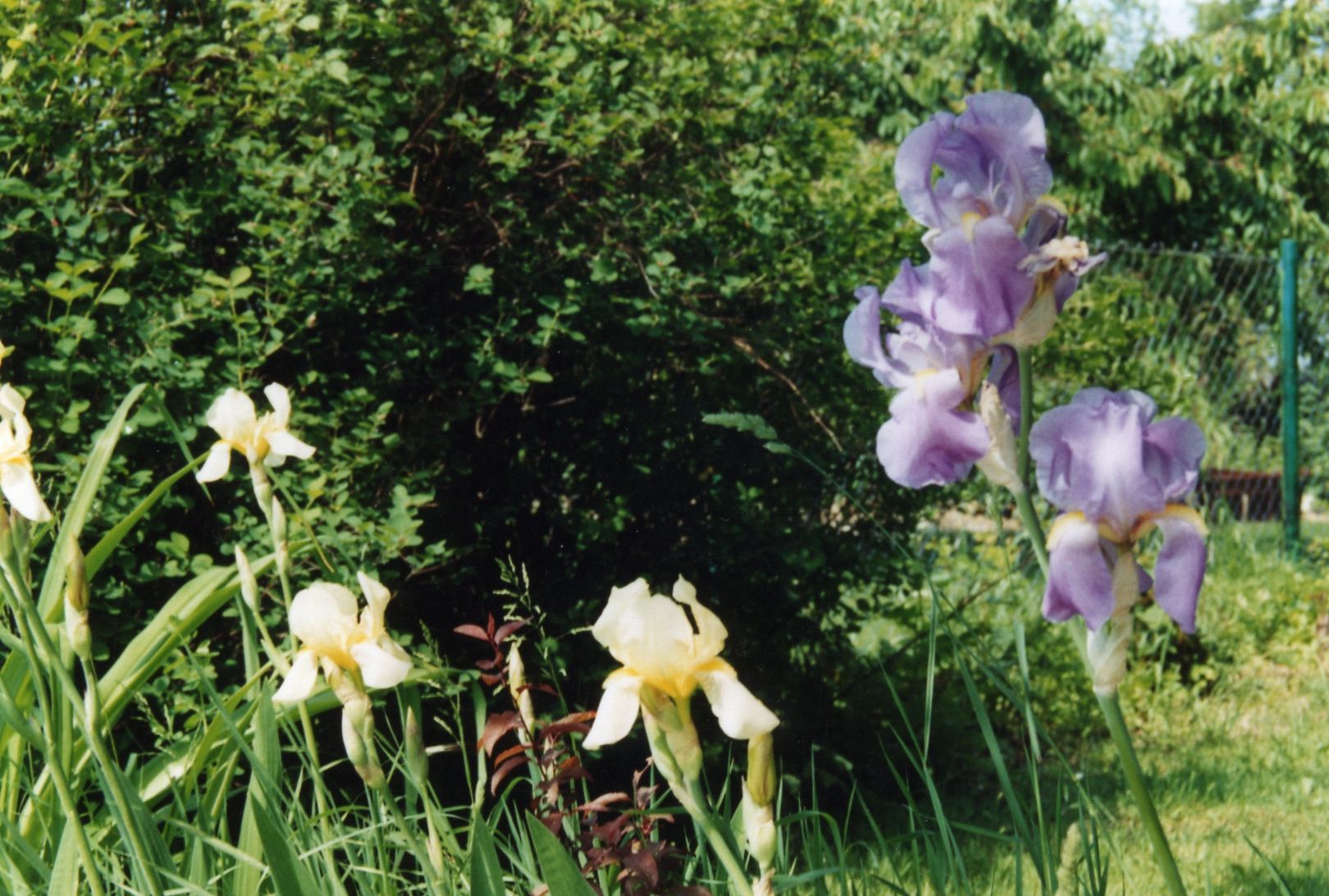
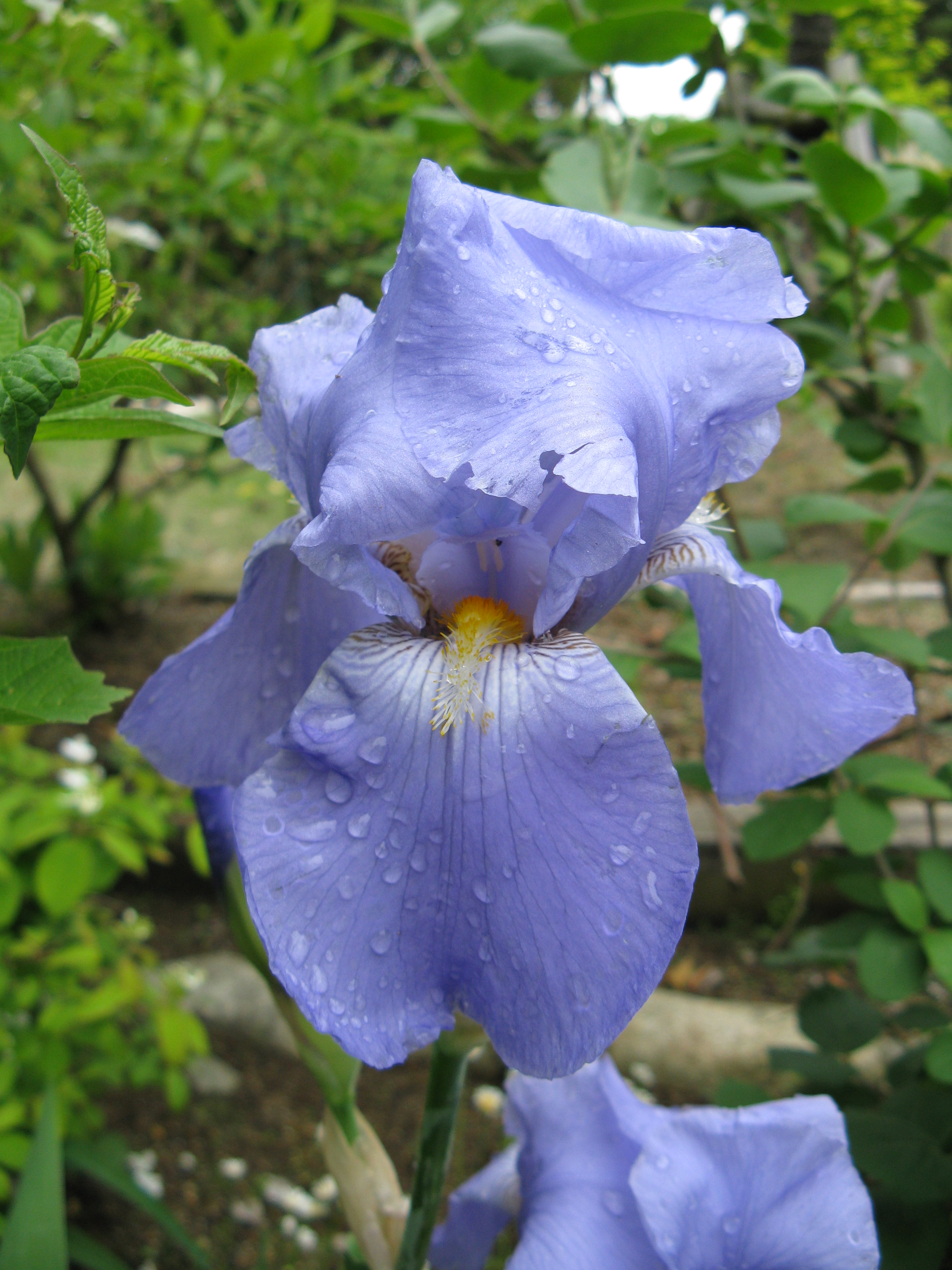
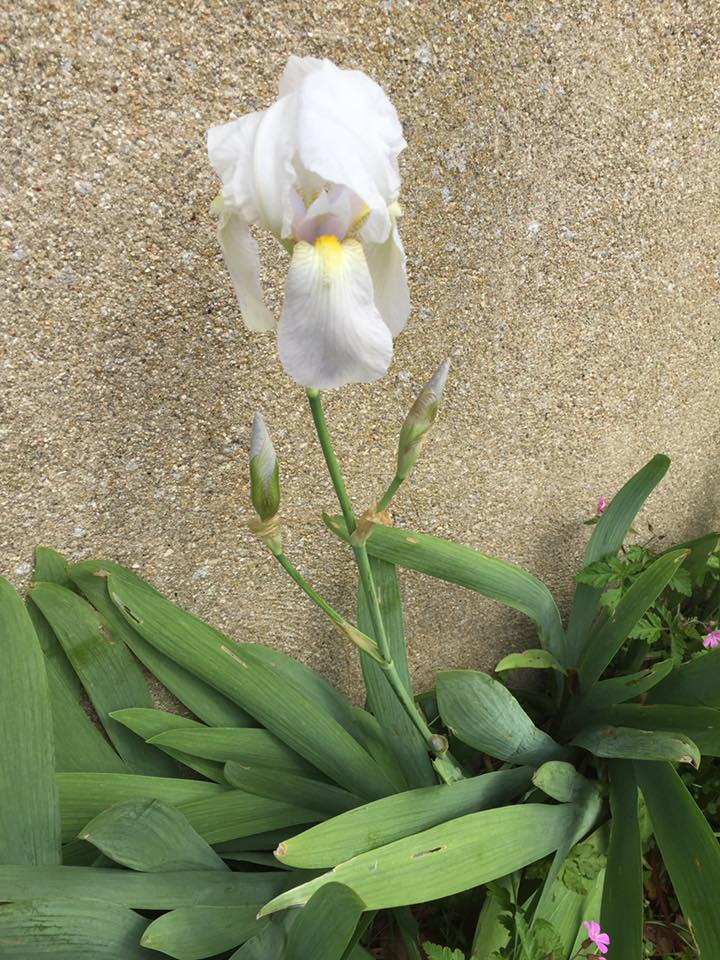

## Cultivar

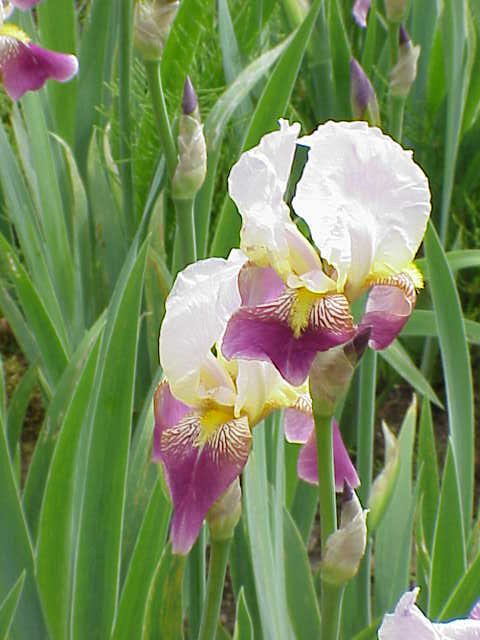

Iris × barbata